# Daniel Siebert
Daniel Siebert (Berlino Est, 4 maggio 1984) è un arbitro di calcio tedesco.

## Carriera
Il 23 aprile 2024 la UEFA lo ha convocato per il campionato d'Europa 2024 in Germania, insieme al collega Felix Zwayer, agli assistenti Jan Seidel, Rafael Foltyn, Stefan Lupp e Marco Achmüller, ed ai VAR Bastian Dankert, Christian Dingert e Marco Fritz.